# Crisicoccus chalepus
Crisicoccus chalepus är en insektsart som först beskrevs av Williams 1960.  Crisicoccus chalepus ingår i släktet Crisicoccus och familjen ullsköldlöss. Inga underarter finns listade i Catalogue of Life.